# Ante Rukavina (književnik)
Ante Rukavina (Gospić, 4. listopada 1928. – 29. siječnja 1994.). hrvatski veterinar, planinar i književnik .

## Životopis
Rođen ju Gospićkoj obitelji od oca Nikole i majke Antonije. Podrijetlom iz Trnovcua od loze kneza Jerka Rukavine.
Diplomirao na Veterinarskom fakultetu u Zagrebu 1954., 1984. doktorirao obranom disertacije, "Razvoj stočarstva i veterinarstva u Lici "  od njihovih prvih početaka do 1978. Radio je kao zaposlenik u Veterinarskoj stanici Gospić od 1954. godine. Od 1964. do 1983. na dužnosti direktora.
Svoje članke iz prakse veterine objavljuje u novinama Vetserum, Praxis veterinaria, Veterinarski glasnik i Veterinarska stanica.
Drugi literarni prilozi tiskani su u tiskovinama Mala mladost, Kana, Danica, Zvona, SN revija, Senjski zbornik, Hrvatski planinar, i inima.
Putopisi i eseji o Velebitu, Velebitskim stazama, objavljeni su 1979.,  dok putopisna razmatranja o sakralnim velebitskih građevina 1989. u knjizi "Zvona ispod zvijezda".